# Beavis és Butt-head lenyomja az univerzumot
A Beavis és Butt-head lenyomja az univerzumot (a filmben történő bemondás alapján alternatív címén Beavis és Butt-head lenyomja a világűrt) (angolul: Beavis and Butt-head Do the Universe) egy 2022-ben bemutatott, felnőtteknek szóló animációs film, amit John Rice és Albert Calleros rendezett, és Mike Judge, Lew Morton, Guy Maxtone-Graham valamint Ian Maxtone-Graham írta. Ez a második film a "Beavis és Butt-head lenyomja Amerikát" után, amely a Beavis és Butt-head rajzfilmek alapján készült. A cselekmény szerint a címbeli két ütődött tinédzser 1998-ból egyenesen 2022-be kerül, találkozik saját maguk párhuzamos univerzumbéli valójával, és mindeközben a kormány is vadászik rájuk.
A film készítését 2021 februárjában jelentették be, és kizárólag a Zoom-on keresztül került koordinálásra a koronavírus-járvány miatt. 2022. június 23-án mutatták be a Paramount+ streamingszolgáltató kínálatában, Magyarországon pedig a Comedy Central vetítette le magyar szinkronnal 2024. november 24-én.

## Cselekmény
1998-ban Beavis és Butt-head véletlenül felgyújtják és leégetik az iskolai tudományos vásárt. Mivel a bíró úgy látja, hogy segítségre szoruló diákok, ezért a Johnson Űrközpontba küldi őket egy űrtáborba. Ott teljesen a rabjaivá válnak egy dokkoló berendezésnek, annak szexuális jellege miatt. Serena Ryan kapitány, látva az ügyességüket, elhatározza, hogy kiképzi őket és felviszi magával az űrbe, amit ők tévesen szexuális ajánlatnak vesznek. A cél az, hogy az Endeavour űrsiklón utazva megfigyeljenek egy miniatűr fekete lyukat.
Miután az űrben jókora galibát csinálnak, a legénység élete veszélybe kerül. Serena önként vállalkozik, hogy feláldozza magát, amit ők ketten megint szexnek hisznek. Felveszik az űrruhájukat és az ablakon kívülről kukkolják a nőt, aki ezen feldühödik és kilöki őket a világűrbe, ahol aztán beszippantja őket a fekete lyuk.
Hirtelen a texasi Galvestonban kötnek ki 2022-ben. A Pentagon azonnal tudomást szerez az érkezésükről és követni kezdi őket. Serena, aki időközben Texas kormányzója lett, ugyancsak a nyomukban jár: meg akarja őket öletni, hogy eltussolja a 24 évvel korábbi gyilkossági kísérletét. A fiúk találkoznak Okos Beavisszel és Okos Butt-headdel, saját maguk más univerzumbeli megfelelőjével. Ők elmondják nekik, hogy két napon belül át kell menniük egy portálon, ami a Mount Everest tetején található, különben megsemmisül a multiverzum.
Őket ez a legkevésbé sem érdekli, ugyanis miután szert tesznek egy iPhone-ra, vásárolgatásba kezdenek, és felfedezik a beépített asszisztenst, Sirit, akit tévedésből Serenának hisznek. Beavis érzelmeket kezd el táplálni iránta. Amikor Siri megkérdezi, hogy beállíthatja-e az okosotthont, azt tévedésből úgy értelmezi, hogy Serena Highlandben vár rájuk, a régi otthonukban. Miután Beavis beszorul egy mobilvécébe, őt és Butt-headet egy egyetemre viszik. Okos Beavis és Okos Butt-head sürgetik őket, hogy lépjenek át a portálon, ami már a közvetlen közelükbe lett hozva, de ők ehelyett egy genderelméleti órára ülnek be, ahol a professzor kioktatja őket a fehér felsőbbrendűségről. Ezt úgy veszik, hogy megvan hozzá a joguk, hogy azt tegyenek, amit akarnak, ezért elopnak egy rendőrautót, de letartóztatják őket. Beavis tablettákat vesz be, amiket egy cellatársától kapott, ettől pedig újra átalakul a hiperaktív alteregójába, és lázadást szít. Miután azt hiszik, hogy meghaltak 1998-ban, arra a téves feltételezésre jutnak, hogy ők angyalok, ezért elengedik őket.
A fiúk végre elérnek Highlandbe, ahol Serena helyett az fogadja őket, hogy eladó a régi házuk. Egymást kezdik el vádolni ezért, emiatt szétválnak, és a kormány ügynökei könnyen elfogják őket. Serena embere, Jim Hartson megmenti őket, és azt mondja nekik, hogy tudja, mit tett velük Serena. Okos Beavis és Okos Butt-head ismét azt kérik, hogy lépjenek át a portálon, de ők nem foglalkoznak velük.
Mindenki egyszerre ér a házhoz, ahol Serena le akarja lőni őket, ám ekkor rájön, hogy ők nem az ellenségei, hanem csak ostoba tinédzserek. Okos Beavis és Okos Butt-head most már utoljára kérik őket, hogy lépjenek be a portálba, ami végül Hartsont szippantja be, és így is bezárul, a multiverzum pedig megmenekül. Beavis szerelmet akar vallani Serenának, ám Okos Beavis közbelép és közli, hogy megmutatja neki a kozmoszt, ezért inkább vele megy el. A kormány, cserébe a hallgatásukért, visszaadja nekik a házat. Eközben egy másik univerzumban a Beavisek és Butt-headek tanácsa ünnepel, mert Okos Beavis az első, aki szexelni fog, noha Serena nem válaszol a hívásaira.

## Szereplők
| Szereplő           | Eredeti hang   | Magyar hang    |
| ------------------ | -------------- | -------------- |
| Beavis             | Mike Judge     | Láng Balázs    |
| Butt-head          | Mike Judge     | Dévai Balázs   |
| David van Driessen | Mike Judge     | Elek Ferenc    |
| McVicker igazgató  | Mike Judge     |                |
| Mattison           | Gary Cole      |                |
| Jim Hartson        | Nat Faxon      |                |
| Bíró               | Chi McBride    | Forgács Gábor  |
| Serena Ryan        | Andrea Savage  | Bertalan Ágnes |
| Siri               | Susan Benett   |                |
| Anita Ross         | Ashley Gardner |                |
| Richard Wack       | Brian Huskey   |                |
| Todd Ianuzzi       | Toby Huss      | Geri Tamás     |
| Professzor         | Tig Notaro     |                |